# Червен корал
Червните корали (Corallium rubrum) са вид корали от семейство Coralliidae.
Таксонът е описан за пръв път от Карл Линей през 1758 година.